# NGC 1399
NGC 1399 je galaksija u zviježđu Kemijska peć. Otkrio ju je Wiliam Herchel dana 22. listopada 1835. Centralna je galaksija klastera Kemijske peći.

## Svojstva
NGC 1399 je od nas udaljen 66 milijuna svjetlosnih godina. Prividni promjer od 6.9'x6.5' ukazuje na to da je galaksija promjera 130 000 svjetlosnih godina. Ima veoma bogat sustav kuglastih skupova, s 5600 do 6500 članova. Smatra se da je većina tih skupova uzela zbog plimnih sila koje su djelovale na drugu obližnju galaksiju NGC 1404. Za usporedbu, Mliječni Put ih ima 150-180. 
Galaksija također posjeduje masivnu crnu rupu, mase 510 milijuna  masa Sunca.

## Vanjske poveznice
- SEDS: NGC 1399